# Manzanita Lake
Manzanita Lake is een klein meer in Lassen Volcanic National Park, in het noorden van de Amerikaanse staat Californië. Het is genoemd naar de manzanitastruiken die in de omgeving van het meer groeien. Het meer ontstond zo'n 300 jaar geleden toen het noordwestelijke deel van de Chaos Crags verzakte en een rotslawine de Manzanita Creek afzetten. Ook de Chaos Jumbles zijn restanten van die aardverschuiving. 
Manzanita Lake ligt dicht bij de westelijke parkingang, met in de directe omgeving het Loomis Museum, het Manzanita Lake Naturalist's Services Historic District en een kampeerterrein. De wandelroute rond het meer is ongeveer 2,5 km lang en nagenoeg vlak. Het Manzanita Lake Trail staat bekend als een gemakkelijke wandeling en heeft de naam een uitstekend uitzicht op Lassen Peak en de Chaos Crags te bieden, alsook de reflectie van Lassen Peak in het meer.
Vissen is toegestaan in Manzanita Lake. Er zit beek-, regenboog- en bronforel. Motorboten zijn er niet toegestaan.

## Fotogalerij

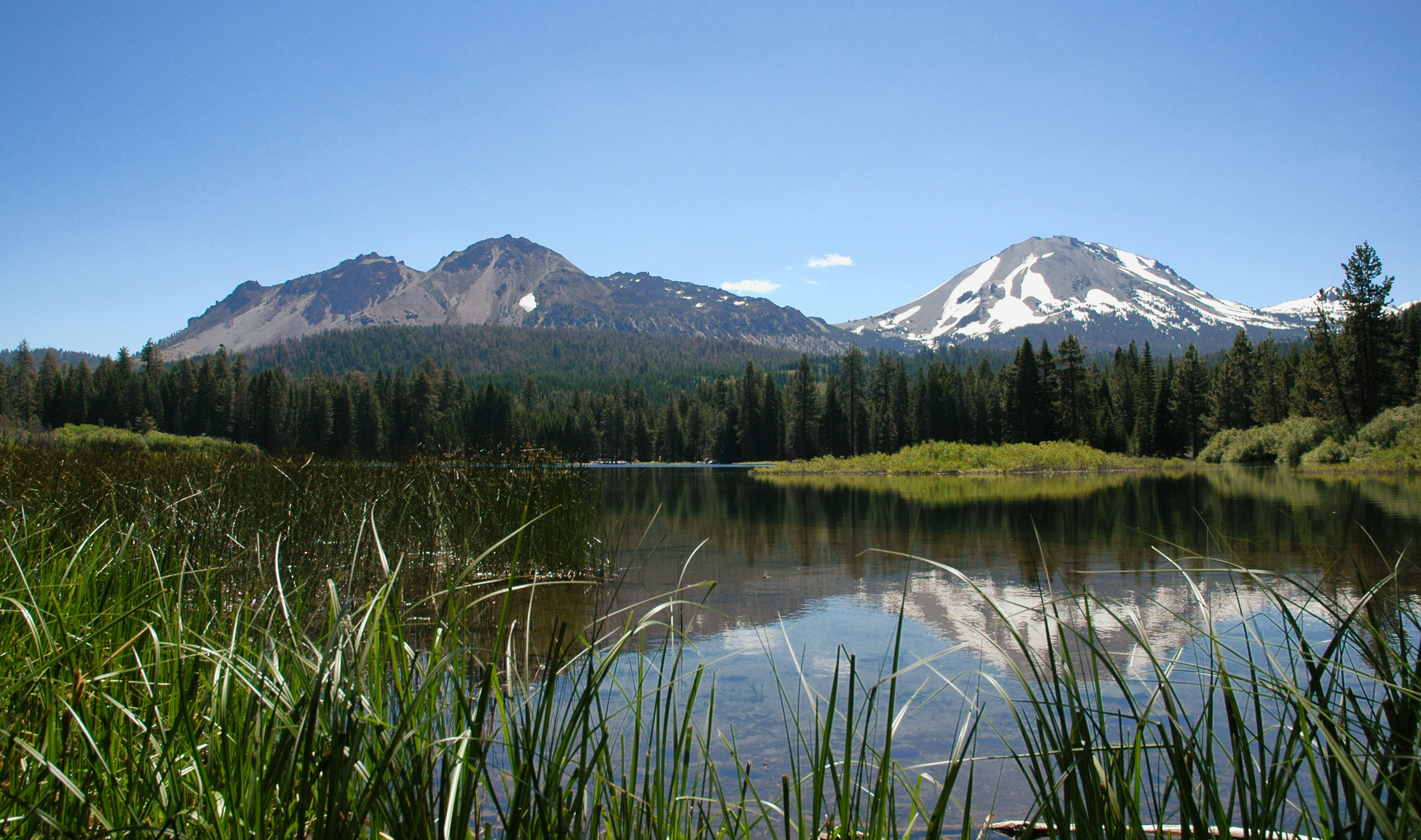
Zicht op de Chaos Crags en Lassen Peak vanop de oever van het meer
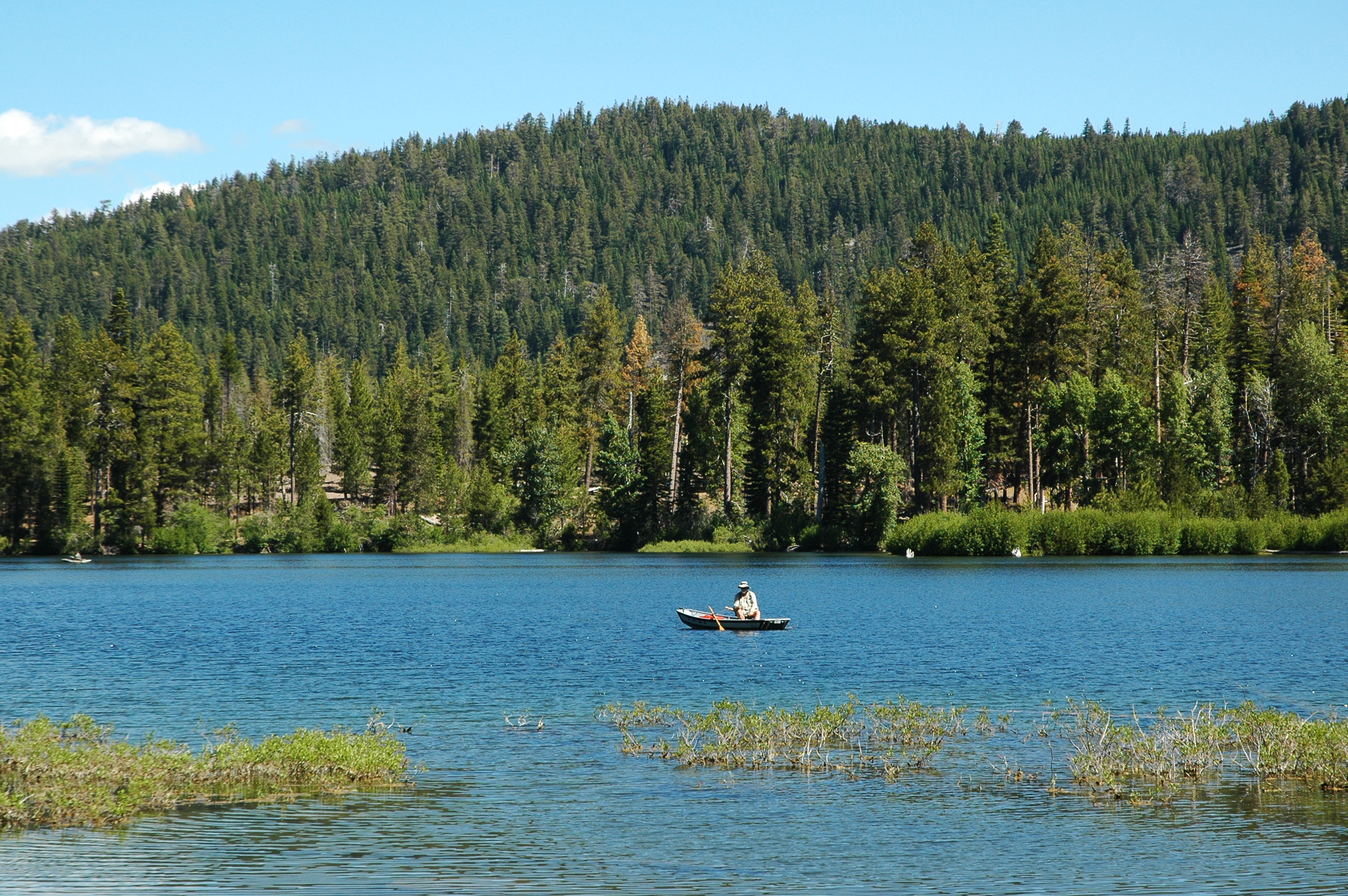
Een visser op Manzanita Lake